# Dexter Blackstock
Pour les articles homonymes, voir Blackstock.
Dexter Blackstock, né le 20 mai 1986 à Oxford, est un footballeur international antiguais-barbudien qui évolue au poste d'attaquant.
Il est également de nationalité anglaise.